# Bébé chez le pharmacien
Pour plus de détails, voir Fiche technique et Distribution.
Bébé chez le pharmacien est un film muet français réalisé par Louis Feuillade et sorti en 1912.
Ce film fait partie de la série des Bébé.

## Fiche technique
- Titre : Bébé chez le pharmacien
- Réalisation : Louis Feuillade
- Scénario : Louis Feuillade
- Société de production : Société des Établissements L. Gaumont
- Pays d'origine :  France
- Langue : film muet avec les intertitres en français
- Format : Noir et blanc — 35 mm — 1,33:1 — Muet
- Métrage : 186 m
- Genre : Comédie
- Durée : 6 minutes 10
- Date de sortie : 
  -  France : juin 1912

## Distribution
- René Dary : Bébé (comme Clément Mary)
- Renée Carl : la mère